# Manuel Chrysaphes
Manuel Chrysaphes Lampadarios (um 1440; † 1463) war ein byzantinischer Komponist und Musiktheoretiker.
Chrysaphes war Sänger am kaiserlichen Hof von Byzanz und Kantor an der Hagia Sophia. Nach der Eroberung Konstantinopels durch den osmanischen Herrscher Sultan Mehmed II. lebte er in Serbien und auf Kreta.
Er veröffentlichte 1458 eine Schrift zur Theorie und Praxis des zeitgenössischen griechischen Gesanges (engl.: The treatise of Manuel Chrysaphes, the Lampadarios : on the theory of the art of chanting and on certain erroneous views that some hold about it.) und ist ein früher Vertreter des aufkommenden polyphonen Kompositionsstiles.